# Червонопартизанська сільська рада (Росія)
Черво́нопартиза́нська сільська рада (рос. Краснопартизанский сельский совет) — сільське поселення у складі Алейського району Алтайського краю Росії.
Адміністративний центр та єдиний населений пункт — селище Боріха.

## Населення
Населення — 515 осіб (2019; 579 в 2010, 664 у 2002).